# Công tước xứ Edinburgh
Công tước xứ Edinburgh (tiếng Anh: Duke of Edinburgh), là một tước vị công tước của xứ Edinburgh, Scotland. Đã từng có ba lần phong tước này từ năm 1726. Người đang giữ tước này hiện nay là Vương tử Edward, con trai út của cố Nữ vương Elizabeth II, em trai Quốc vương Charles III.

## Lần phong năm 1726
Tước vị lần đầu tiên được tạo ra trong thời kỳ Quý tộc của Đại Anh vào ngày 26 tháng 7 năm 1726 bởi Vua George I, người đã phong nó cho cháu trai của mình là Vương tử Frederick, người cũng trở thành Thân vương xứ Wales vào năm sau đó. Các tước vị phụ của tước vị này là Nam tước Snowdon, ở Hạt Caernarvon, Tử tước Launceston, ở Hạt Cornwall, Bá tước xứ Eltham, ở Hạt Kent, và Hầu tước Đảo Ely. Những danh hiệu này cũng tồn tại trong Thời kỳ Quý tộc của Đại Anh. Sau khi Frederick qua đời, các tước vị được con trai ông là Vương tử George kế vị. Khi Vương tử George trở thành Vua George III vào năm 1760, các tước vị được "hợp nhất vào Vương miện ", và không còn tồn tại.

## Lần phong năm 1866
Victoria của Anh đã phong tước hiệu, lần này là tại Vương quốc Anh, vào ngày 24 tháng 5 năm 1866 cho con trai thứ hai của bà là Vương tử Alfred, thay vì phong cho ông làm Công tước xứ York, tước vị truyền thống dành cho con trai thứ hai của Quân vương. Các tước vị phụ của tước vị này là Bá tước xứ Kent và Bá tước xứ Ulster, cũng thuộc Vương quốc Anh. Khi Alfred trở thành Công tước xứ Sachsen-Coburg và Gotha vào năm 1893, ông vẫn giữ các tước vị từ Anh của mình. Con trai duy nhất của ông là Alfred, Thế tử xứ Sachsen-Coburg và Gotha, đã tự sát vào năm 1899, vì vậy tước vị Công tước của Edinburgh và các tước hiệu phụ biến mất sau cái chết của Alfred vào năm 1900.

## Lần phong năm 1947
Tước hiệu được phong lần thứ ba vào ngày 19 tháng 11 năm 1947 bởi Vua George VI, người đã phong nó cho con rể tương lai Philip Mountbatten, một ngày trước khi ông kết hôn với Vương nữ Elizabeth. Sau đó, Elizabeth được thụ phong tước hiệu từ chồng mình là "Công chúa Elizabeth Điện hạ, Công tước phu nhân xứ Edinburgh" cho đến khi trở thành Nữ vương vào năm 1952. Các tước vị phụ của tước vị này là Bá tước xứ Merioneth và Nam tước Greenwich xứ Greenwich của Quận London. Giống như công quốc, những tước hiệu này cũng thuộc Vương quốc Anh. Đầu năm 1947, Philip đã từ bỏ tất cả các tước vị hoàng gia xuất phát từ Hy Lạp và Đan Mạch của mình (ông sinh ra là Vương tử của Hy Lạp và Đan Mạch, là cháu của Vua Georgios I của Hy Lạp và là chắt nam của Vua Christian IX của Đan Mạch). cùng với quyền kế vị ngai vàng Hy Lạp của mình. Năm 1957, Philip trở thành Vương tử của Vương quốc Anh.
Sau cái chết của Philip vào ngày 9 tháng 4 năm 2021, con trai cả của ông, Charles, Thân vương xứ Wales (sau là Charles III) đã kế vị tất cả các tước vị của ông.

## Lần phong năm 2023
Vào năm 1999, tại thời điểm đám cưới của Vương tử Edward, Vương thất Anh thông báo rằng ông sẽ nối gót cha mình làm Công tước xứ Edinburgh. Người ta mong đợi rằng trong Lần phong mới (lần thứ tư) sẽ được phong cho Vương tử Edward sau Lần phong hiện tại (lần thứ ba) "cuối cùng cũng được hợp nhất với Vương miện" vào lúc người nắm giữ hiện tại, Charles, Thân vương xứ Wales, trở thành vua. Theo kịch bản này, James Mountbatten-Windsor, Tử tước Severn, sẽ trở thành người thừa kế rõ ràng, với tư cách là con trai của Vương tử Edward. Tuy vậy, vào tháng 7 năm 2021, The Times đưa tin rằng Charles đã quyết định không tái phong tước vị cho em trai mình khi trở thành vua. Clarence House tuyên bố rằng "chưa có quyết định cuối cùng nào được đưa ra" và từ chối bình luận thêm.
Ngày 10 tháng 3 năm 2023, Vua Charles III quyết định chính thức phong tước vị Công tước xứ Edinburgh cho Vương tử Edward mà không có người thừa kế.

## Danh sách Công tước xứ Edinburgh

### Lần phong thứ nhất
| Công tước | Chân dung | Sinh                                                                                      | Hôn phối                                                           | Mất                                                                           |
| --- | --------- | ----------------------------------------------------------------------------------------- | ------------------------------------------------------------------ | ----------------------------------------------------------------------------- |
| Frederick của Đai Anh Nhà Hanover 1726–1751 các tước hiệu khác: Tử tước Đảo Ely, Bá tước xứ Eltham, Tử tước Launceston, Nam tước Snowdon (1726–1729); Thân vương xứ Wales (1729), Công tước xứ Cornwall (1337), Công tước xứ Rothesay (1398) |           | 1 tháng 2 năm 1707 Leineschloss Con trai của Vua George II và Vương hậu Caroline          | Augusta xứ Sachsen-Gotha-Altenburg 17 tháng 4 năm 1736 9 người con | 31 tháng 3 năm 1751 Nhà Leicester, Quảng trường Leicester, London Thọ 44 tuổi |
| George của Đại Anh Nhà Hanover 1751–1760 các tước hiệu khác: Tử tước Đảo Ely, Bá tước xứ Eltham, Tử tước Launceston, Nam tước Snowdon (1751–1760); Thân vương xứ Wales (1751)                                                                |           | 4 tháng 6 năm 1738 Nhà Norfolk, London Con trai của Vương tử Frederick và Công nữ Augusta | Charlotte xứ Mecklenburg-Strelitz 8 tháng 9 năm 1761 15 người con  | 29 tháng 1 năm 1820 Lâu đài Windsor, Windsor Thọ 81 tuổi                      |
| Vương tử George kế vị ông của mình, Vua George II, trở thành George III vào năm 1760, do vậy tất cả các tước vị của ông hợp nhất với vương miện.                                                                                             |           |                                                                                           |                                                                    |                                                                               |

### Lần phong thứ hai
| Công tước | Chân dung | Sinh | Hôn phối                                                     | Mất                                                     |
| --- | --------- | --- | ------------------------------------------------------------ | ------------------------------------------------------- |
| Alfred của Liên hiệp Anh Nhà Saxe-Coburg và Gotha 1866–1900 các tước hiệu khác: Bá tước xứ Kent và Bá tước xứ Ulster (1866)                                        |           | 6 tháng 8 năm 1844 Lâu đài Windsor, Windsor Con trai của Victoria của Anh và Albrecht xứ Sachsen-Coburg và Gotha | Mariya Aleksandrovna của Nga 23 tháng 1 năm 1874 6 người con | 30 tháng 7 năm 1900 Schloss Rosenau, Coburg Thọ 55 tuổi |
| Vương tử Alfred và Nữ Đại Công tước Maria có một người con trai, người đã mất trước ông; và do vậy tất cả các tước vị của ông đã biến mất sau cái chết của ông ấy. |           | |                                                              |                                                         |

### Lần phong thứ ba
| Công tước | Chân dung | Sinh | Hôn phối | Mất                                                     |
| --- | --------- | --- | --- | ------------------------------------------------------- |
| Philippos của Hy Lạp và Đan Mạch Sir Phillip Mountbatten (vào thời điểm được phong tước) Gia đinh Mountbatten (theo họ nội là Nhà Glücksburg) 1947–2021 các tước hiệu khác: Bá tước xứ Merioneth và Nam tước Greenwich (1947) |           | 10 tháng 6 năm 1921 Mon Repos, Corfu Con trai của Vương tử Andreas của Hy Lạp và Đan Mạch và Thân vương tôn nữ Alice xứ Battenberg | Elizabeth II của Liên hiệp Anh 20 tháng 11 năm 1947 4 người con                                                    | 9 tháng 4 năm 2021 Lâu đài Windsor, Windsor Thọ 99 tuổi |
| Charles của Liên hiệp Anh (Charles III) Nhà Windsor 2021 – 2022 các tước hiệu khác: Bá tước xứ Chester (1958), Công tước xứ Cornwall, Công tước xứ Rothesay (1952), Bá tước xứ Merioneth và Nam tước Greenwich (2021)         |           | 14 tháng 11 năm 1948 Cung điện Buckingham, London Con trai của Nữ vương Elizabeth II và Vương tôn Philippos của Hy Lạp và Đan Mạch | Vương phi Diana xứ Wales 29 tháng 7 năm 1981 - 28 tháng 8 năm 1996 2 con Camilla, Vương hậu Anh 9 tháng 4 năm 2005 | Chưa mất                                                |
| Thái tử Charles kế vị mẹ của mình, Nữ vương Elizabeth II, trở thành vua Charles III vào năm 2022, do vậy tất cả các tước vị của ông hợp nhất với vương miện.                                                                  |           | | |                                                         |

### Lần phong thứ tư
| Công tước | Chân dung | Sinh | Hôn phối                                    | Mất      |
| --- | --------- | --- | ------------------------------------------- | -------- |
| Edward của Liên hiệp Anh Nhà Windsor 2023 – nay các tước hiệu khác: Bá tước xứ Wessex (1999), Bá tước Forfar (2019) và Tử tước Severn (1999) |           | 10 tháng 3 năm 1964 Cung điện Buckingham, London Con trai út của Nữ vương Elizabeth II và Vương tôn Philippos của Hy Lạp và Đan Mạch | Sophie Rhys-Jones 19 tháng 6 năm 1999 2 con | Còn sống |
| Tước vị sẽ được Vương tử Edward nắm giữ trong suốt đời và không được truyền sang thế hệ sau.                                                 |           | |                                             |          |

## Công tước xứ Edinburgh, hư cấu
Vương tử Edmund Blackadder (1461–1498) trong bộ phim hài lịch sử của BBC có tên The Black Adder. Rowan Atkinson đóng vai Vương tử Edmund Plantagenet, Công tước xứ Edinburgh, Lãnh chúa xứ Roxburgh, Selkirk và Peebles, Lord Warden của Hội đồng Cơ mật Hoàng gia, Tổng giám mục xứ Canterbury, là con trai không hợp pháp của Donald MacAngus, Công tước xứ Argyll thứ 3 và Nữ vương Gertrude xứ Flanders. Vương tử Edmund do đó là con riêng của Vua Richard IV (một phiên bản hư cấu của Richard xứ Shrewsbury, Công tước xứ York).